# Tim Wallburger
Tim Wallburger (Dresda, 18 agosto 1989) è un nuotatore tedesco.

## Carriera
Fortemente specializzato nella farfalla e nello stile libero, ha vinto diversi titoli ai campionati europei sia in vasca corta che in vasca lunga.

## Palmarès
- Europei

Budapest 2010: argento nella 4x200m sl.
Debrecen 2012: oro nella 4x200m sl.
- Europei in vasca corta

Eindhoven 2010: argento nei 200m farfalla.